# David Triantafillidis
David Triantafillidis (Leuven, 15 februari 1986) is een voormalig Belgische voetbalverdediger met een Griekse achtergrond. Triantafillidis was een verdediger.

## Carrière
Triantafillidis kreeg zijn jeugdopleiding bij KV Mechelen en KRC Genk. In 2005 trok hij naar RKC Waalwijk, waar hij slechts één wedstrijd in de Eredivisie speelde: op de openingsspeeldag mocht hij tegen Willem II in de 68e minuut invallen voor Didi Longuet. In 2006 trok hij naar tweedeklasser KVK Tienen, waar Zulte Waregem hem een jaar later al ophaalde. Bij Essevee slaagde Triantafillidis er echter niet in om door te breken, waarop de club hem na zes maanden al verhuurde aan zijn ex-club KVK Tienen. Tienen nam de Griekse Belg op het einde van het seizoen definitief over. Nadien speelde hij nog voor Union Sint-Gillis, FC Bleid-Gaume en UR Namur. In de zomer van 2013 vertrok hij snel bij UR Namur om zich op zijn horecaloopbaan te richtten.